# Croix de cimetière de Plussulien
La croix de cimetière est située à Plussulien en France.

## Localisation
La croix est située sur le territoire de la commune de Plussulien, le cimetière ayant disparu, la croix se trouve désormais sur la place de l'Église, dans le département  des Côtes-d'Armor, dans la région Bretagne.

## Description
La croix est ornée d'une Pietà en granit.

## Historique
La croix est inscrite au titre des monuments historiques par arrêté du 27 mars 1926.